# Waiting for a Girl Like You
«Waiting for a Girl Like You» (En español: «Esperando a una chica como tú») es una power ballad interpretada por la banda brítánico-estadounidense Foreigner escrita por Mick Jones y Lou Gramm, siendo uno de los sencillos que fueron incorporados al álbum llamado 4 (1981) del grupo.
El sencillo se ubicó por 10 semanas en el puesto número 2 del Billboard Hot 100, a pesar de ser realmente la número uno. También  supo liderar la lista del Mainstream Rock Tracks por una semana, y alcanzó la octava ubicación en el Reino Unido.
Se han realizado covers de la canción realizados por Mark Salling, Rick Springfield, Cliff Richard, Paul Anka, Julio Iglesias
La canción se ubica en el puesto número 30 de las 100 mejores canciones del Billboard de todos los tiempos.

## Posicionamiento en listas
| Lista (1981–1982)                     | Máxima posición |
| ------------------------------------- | --------------- |
| Alemania (Offizielle Deutsche Charts) | 29              |
| Australia (Kent Music Report)         | 3               |
| Austria (Ö3 Austria Top 40)           | 16              |
| Bélgica (Flandes) (Ultratop 50)       | 18              |
| Canadá (RPM Top Singles)              | 2               |
| Canadá (RPM Adult Contemporary)       | 8               |
| Estados Unidos (Billboard Hot 100)    | 2               |
| Estados Unidos (Adult Contemporary)   | 5               |
| Estados Unidos (Mainstream Rock)      | 1               |
| Irlanda (IRMA)                        | 9               |
| Nueva Zelanda (Recorded Music NZ)     | 10              |
| Países Bajos (Dutch Top 40)           | 16              |
| Reino Unido (UK Singles Chart)        | 8               |

## Personal
Foreigner
- Lou Gramm – voz principal
- Mick Jones – teclados, coros
- Rick Wills – bajo, coros
- Dennis Elliott – batería, coros